# Pau Casals
Pau Casals i Delfilló (tudi Pablo Casals), katalonski čelist, skladatelj in dirigent, * 29. december 1876 Vendrell, Katalonija, Španija, † 22. oktober 1973, San Juan, Portoriko.
Znan je bil predvsem kot čelist, udejstvoval pa se je tudi kot komponist in dirigent. Občasno je nastopal v triu z Alfredom Cortotom, (klavir) in Jacquesom Thibaudom (violina). 
Koncertiral je po vsem svetu, znan je bil po do najmanjše podrobnosti izdelanem podajanju. Velja za zgled verne, a vendar osebno poudarjene interpretacije.
Po zmagi generala Franca je živel v prostovoljnem izgnanstvu, delno v Pradesu v francoskih Pirenejih, delno v Portoriku. V Pradesu je leta 1950 ustanovil festival.